# 费尔盖拉什 (托里-迪蒙科尔武)
费尔盖拉什是葡萄牙布拉干萨区的一个堂区。总面积22.95平方公里，总人口438人，人口密度19.1人/平方公里。